# Coupe de Serbie de football 2018-2019
Navigation
Coupe de Serbie 2017-2018 Coupe de Serbie 2019-2020
La Coupe de Serbie 2018-2019 est la 13e édition de la coupe nationale serbe. Elle prend place entre le 12 septembre 2018 et le 23 mai 2019, date de la finale disputée au stade Rajko Mitić de Belgrade.
La compétition est remportée par le Partizan Belgrade, qui gagne son quatrième titre d'affilée, le septième en tout, face à l'Étoile rouge de Belgrade.

## Format
Un total de 36 équipes prennent part à la compétition. Cela inclut l'intégralité des seize clubs de la première division serbe lors de la saison 2017-2018, auquel s'ajoute quinze des seize équipes du deuxième échelon. Le FK Jagodina ne peut quant à lui pas participer après sa relégation administrative en cinquième division. Les cinq derniers clubs participants sont quant à eux les différents vainqueurs des coupes régionales de la saison 2017-2018, c'est-à-dire le FK Kolubara (Belgrade), le Trayal Kruševac (en) (Est), le Mokra Gora (en) (Kosovo-Métochie), le LFK Mladost Lučani (Ouest) et le Mladost Bački Jarak (en) (Voïvodine).
La grande majorité des confrontations se jouent en un seul match à élimination directe. Les demi-finales sont la seule exception et sont quant à elles disputées en deux manches. À l'exception de la finale, aucune prolongation n'est par ailleurs disputée en cas d'égalité à l'issue du temps règlementaire, la rencontre étant alors directement décidée par une séance de tirs au but.
Le vainqueur de la coupe se qualifie pour le deuxième tour de qualification de la Ligue Europa 2019-2020. Si celui-ci est déjà qualifié pour une compétition européenne par un autre biais, cette place qualificative est reversée au championnat de première division.

## Tour préliminaire
Un tour préliminaire est disputé afin de réduire le nombre de participants à 32 dans la perspective des seizièmes de finale. Cette phase marque le début de la compétition et concerne théoriquement les cinq derniers de la deuxième division 2017-2018 ainsi que les cinq vainqueurs des coupes régionales pour un total de 10 équipes et cinq confrontations. En raison du retrait du FK Jagodina, le LFK Mladost Lučani est finalement exempté et passe directement au tour suivant.
| Date              | Locaux                        | Score             | Visiteurs                |
| ----------------- | ----------------------------- | ----------------- | ------------------------ |
| 12 septembre 2018 | Mladost Bački Jarak (en) (D3) | 3 - 0             | (D3) ČSK Pivara Čelarevo |
| 12 septembre 2018 | Trayal Kruševac (en) (D2)     | 0 - 1             | (D3) Radnički Pirot      |
| 12 septembre 2018 | Mokra Gora (en) (D3)          | 0 - 0 (3 - 5 tab) | (D2) Sloboda Užice       |
| 12 septembre 2018 | FK Kolubara (D3)              | 2 - 0             | (D3) Temnić 1924         |

## Seizièmes de finale
| Date              | Locaux                        | Score             | Visiteurs                     |
| ----------------- | ----------------------------- | ----------------- | ----------------------------- |
| 26 septembre 2018 | FK Kolubara (D3)              | 1 - 2             | (D1) Partizan Belgrade        |
| 26 septembre 2018 | FK Inđija (D2)                | 0 - 2             | (D1) FK Zemun                 |
| 26 septembre 2018 | Proleter Novi Sad (D1)        | 1 - 1 (3 - 4 tab) | (D1) Mladost Lučani           |
| 26 septembre 2018 | TSC Bačka Topola (D2)         | 2 - 0             | (D1) Rad Belgrade             |
| 26 septembre 2018 | Mladost Bački Jarak (en) (D3) | 0 - 2             | (D1) FK Čukarički             |
| 26 septembre 2018 | LFK Mladost Lučani (D4)       | 0 - 2             | (D1) Spartak Subotica         |
| 26 septembre 2018 | Radnik Surdulica (D1)         | 5 - 0             | (D3) Radnički Pirot           |
| 26 septembre 2018 | Sinđelić Belgrade (D2)        | 1 - 0             | (D1) Voždovac Belgrade        |
| 26 septembre 2018 | Javor Ivanjica (D2)           | 3 - 0             | (D2) Novi Pazar               |
| 26 septembre 2018 | Sloboda Užice (D2)            | 0 - 3             | (D2) Borac Čačak              |
| 26 septembre 2018 | OFK Bačka (D1)                | 1 - 1 (3 - 4 tab) | (D2) Budućnost Dobanovci      |
| 26 septembre 2018 | Mačva Šabac (D1)              | 1 - 0             | (D2) Radnički 1923            |
| 26 septembre 2018 | Radnički Niš (D1)             | 4 - 1             | (D2) Bežanija Novi Belgrade   |
| 26 septembre 2018 | Vojvodina Novi Sad (D1)       | 2 - 0             | (D2) FK Teleoptik             |
| 17 octobre 2018   | Dinamo Vranje (D1)            | 0 - 2             | (D1) Étoile rouge de Belgrade |
| 17 octobre 2018   | Napredak Kruševac (D1)        | 2 - 0             | (D2) Metalac Gornji Milanovac |

## Huitièmes de finale
| Date             | Locaux                        | Score             | Visiteurs              |
| ---------------- | ----------------------------- | ----------------- | ---------------------- |
| 24 octobre 2018  | FK Zemun (D1)                 | 0 - 2             | (D1) Partizan Belgrade |
| 24 octobre 2018  | Budućnost Dobanovci (D2)      | 1 - 4             | (D1) Radnički Niš      |
| 24 octobre 2018  | Spartak Subotica (D1)         | 1 - 0             | (D1) Mačva Šabac       |
| 24 octobre 2018  | Vojvodina Novi Sad (D1)       | 4 - 0             | (D2) Sinđelić Belgrade |
| 24 octobre 2018  | Borac Čačak (D2)              | 0 - 4             | (D1) Napredak Kruševac |
| 24 octobre 2018  | FK Čukarički (D1)             | 1 - 4             | (D1) Mladost Lučani    |
| 14 novembre 2018 | Javor Ivanjica (D2)           | 1 - 1 (4 - 5 tab) | (D1) Radnik Surdulica  |
| 21 novembre 2018 | Étoile rouge de Belgrade (D1) | 4 - 1             | (D2) TSC Bačka Topola  |

## Quarts de finale
| Date         | Locaux                        | Score | Visiteurs               |
| ------------ | ----------------------------- | ----- | ----------------------- |
| 13 mars 2019 | Spartak Subotica (D1)         | 1 - 2 | (D1) Mladost Lučani     |
| 13 mars 2019 | Napredak Kruševac (D1)        | 0 - 4 | (D1) Partizan Belgrade  |
| 13 mars 2019 | Radnički Niš (D1)             | 2 - 1 | (D1) Vojvodina Novi Sad |
| 13 mars 2019 | Étoile rouge de Belgrade (D1) | 2 - 1 | (D1) Radnik Surdulica   |

## Demi-finales
Les matchs allers sont joués les 16 et 17 avril 2019 tandis que les matchs retour sont disputés le 15 mai 2019.
| Équipe 1                      | Score | Équipe 2            | Aller | Retour |
| ----------------------------- | ----- | ------------------- | ----- | ------ |
| Partizan Belgrade (D1)        | 2 - 1 | (D1) Radnički Niš   | 1 - 0 | 1 - 1  |
| Étoile rouge de Belgrade (D1) | 4 - 1 | (D1) Mladost Lučani | 4 - 0 | 0 - 0  |

## Finale
| ·                     |    |                           |     |
| Titulaires :          |    |                           |     |
|                       |    |                           |     |
| G                     | 82 | 0 Milan Borjan            |     |
| DG                    | 23 | 0 Milan Rodić             |     |
| DC                    | 19 | 0 Nemanja Milunović (en)  |     |
| DC                    | 90 | 0 Vujadin Savić           |     |
| DD                    | 30 | 0 Filip Stojković         | 83e |
| MdC                   | 3  | 0 Branko Jovičić          | 51e |
| MC                    | 29 | 0 Dušan Jovančić (en)     |     |
| MO                    | 17 | 0 Marko Marin             |     |
| AiG                   | 8  | 0 Mirko Ivanić (en)       |     |
| AiD                   | 31 | 0 El Fardou Ben Nabouhane | 69e |
| AC                    | 9  | 0 Milan Pavkov            |     |
|                       |    |                           |     |
| Remplaçants :         |    |                           |     |
| AiG                   | 92 | 0 Aleksa Vukanović (en)   | 51e |
| AC                    | 28 | 0 Dejan Joveljić          | 69e |
| DD                    | 77 | 0 Marko Gobeljić          | 83e |
|                       |    |                           |     |
| Entraîneur :          |    |                           |     |
| Vladan Milojević (en) |    |                           |     |

| ·              |    |                          |       |
| Titulaires :   |    |                          |       |
|                |    |                          |       |
| G              | 88 | 0 Vladimir Stojković     |       |
| DG             | 72 | 0 Slobodan Urošević      | 81e   |
| DC             | 23 | 0 Bojan Ostojić (en)     |       |
| DC             | 3  | 0 Strahinja Pavlović     |       |
| DD             | 73 | 0 Nemanja Miletić        |       |
| MdC            | 19 | 0 Aleksandar Šćekić (en) |       |
| MC             | 16 | 0 Saša Zdjelar           |       |
| MO             | 55 | 0 Danilo Pantić          |       |
| AiD            | 7  | 0 Zoran Tošić            | 90+2e |
| AiG            | 18 | 0 Đorđe Ivanović (en)    | 75e   |
| AC             | 11 | 0 Ricardo Gomes (en)     |       |
|                |    |                          |       |
| Remplaçants :  |    |                          |       |
| MO             | 10 | 0 Lazar Pavlović         | 75e   |
| DG             | 17 | 0 Zlatan Šehović         | 81e   |
| MC             | 22 | 0 Saša Ilić              | 90+2e |
|                |    |                          |       |
| Entraîneur :   |    |                          |       |
| Savo Milošević |    |                          |       |

| ·                     |    |                           |     |
| Titulaires :          |    |                           |     |
|                       |    |                           |     |
| G                     | 82 | 0 Milan Borjan            |     |
| DG                    | 23 | 0 Milan Rodić             |     |
| DC                    | 19 | 0 Nemanja Milunović (en)  |     |
| DC                    | 90 | 0 Vujadin Savić           |     |
| DD                    | 30 | 0 Filip Stojković         | 83e |
| MdC                   | 3  | 0 Branko Jovičić          | 51e |
| MC                    | 29 | 0 Dušan Jovančić (en)     |     |
| MO                    | 17 | 0 Marko Marin             |     |
| AiG                   | 8  | 0 Mirko Ivanić (en)       |     |
| AiD                   | 31 | 0 El Fardou Ben Nabouhane | 69e |
| AC                    | 9  | 0 Milan Pavkov            |     |
|                       |    |                           |     |
| Remplaçants :         |    |                           |     |
| AiG                   | 92 | 0 Aleksa Vukanović (en)   | 51e |
| AC                    | 28 | 0 Dejan Joveljić          | 69e |
| DD                    | 77 | 0 Marko Gobeljić          | 83e |
|                       |    |                           |     |
| Entraîneur :          |    |                           |     |
| Vladan Milojević (en) |    |                           |     |

| ·              |    |                          |       |
| Titulaires :   |    |                          |       |
|                |    |                          |       |
| G              | 88 | 0 Vladimir Stojković     |       |
| DG             | 72 | 0 Slobodan Urošević      | 81e   |
| DC             | 23 | 0 Bojan Ostojić (en)     |       |
| DC             | 3  | 0 Strahinja Pavlović     |       |
| DD             | 73 | 0 Nemanja Miletić        |       |
| MdC            | 19 | 0 Aleksandar Šćekić (en) |       |
| MC             | 16 | 0 Saša Zdjelar           |       |
| MO             | 55 | 0 Danilo Pantić          |       |
| AiD            | 7  | 0 Zoran Tošić            | 90+2e |
| AiG            | 18 | 0 Đorđe Ivanović (en)    | 75e   |
| AC             | 11 | 0 Ricardo Gomes (en)     |       |
|                |    |                          |       |
| Remplaçants :  |    |                          |       |
| MO             | 10 | 0 Lazar Pavlović         | 75e   |
| DG             | 17 | 0 Zlatan Šehović         | 81e   |
| MC             | 22 | 0 Saša Ilić              | 90+2e |
|                |    |                          |       |
| Entraîneur :   |    |                          |       |
| Savo Milošević |    |                          |       |